# لوسیان واسیلاچه
لوسیان واسیلاچه (انگلیسی: Lucian Vasilache؛ زادهٔ ۴ december ۱۹۵۴ (۷۰ سال)) ورزشکار هندبال اهل رومانی است.
وی در مسابقات کشوری و بین‌المللی در مجموع برندهٔ ۱ مدال برنز شده‌است.